# Pace dei Pirenei
La pace dei Pirenei (in spagnolo: Tratado de los Pirineos, in francese: Traité des Pyrénées, in catalano: Tractat dels Pirineus) è un trattato stipulato il 7 novembre 1659 tra Francia e Spagna a chiusura della Guerra franco-spagnola. La pace fu sottoscritta dal generale spagnolo don Luis de Haro e dal cardinale Mazzarino, primo ministro di Francia.

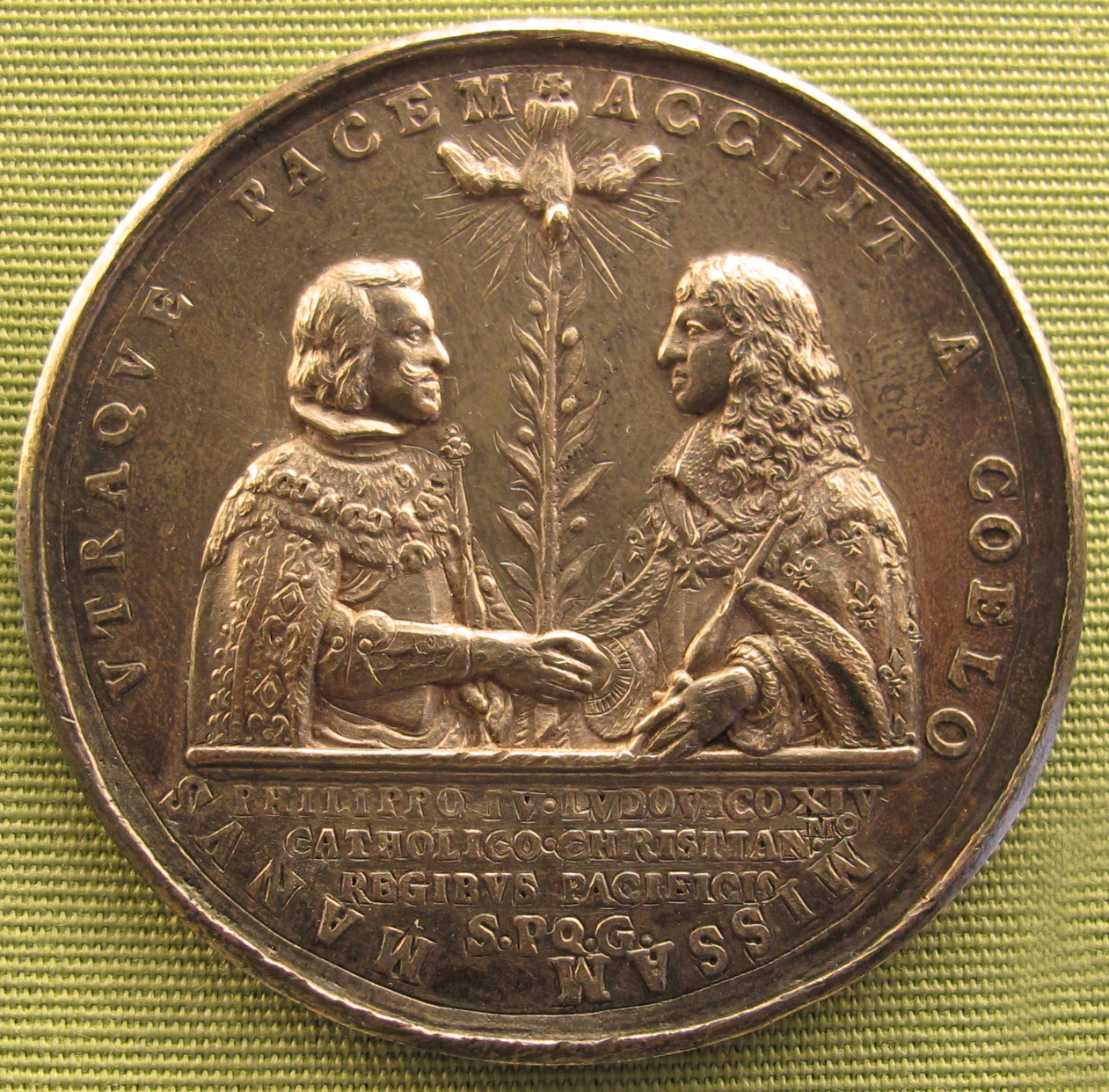
Medaglia del 1660 celebrante la pace

## Antefatti

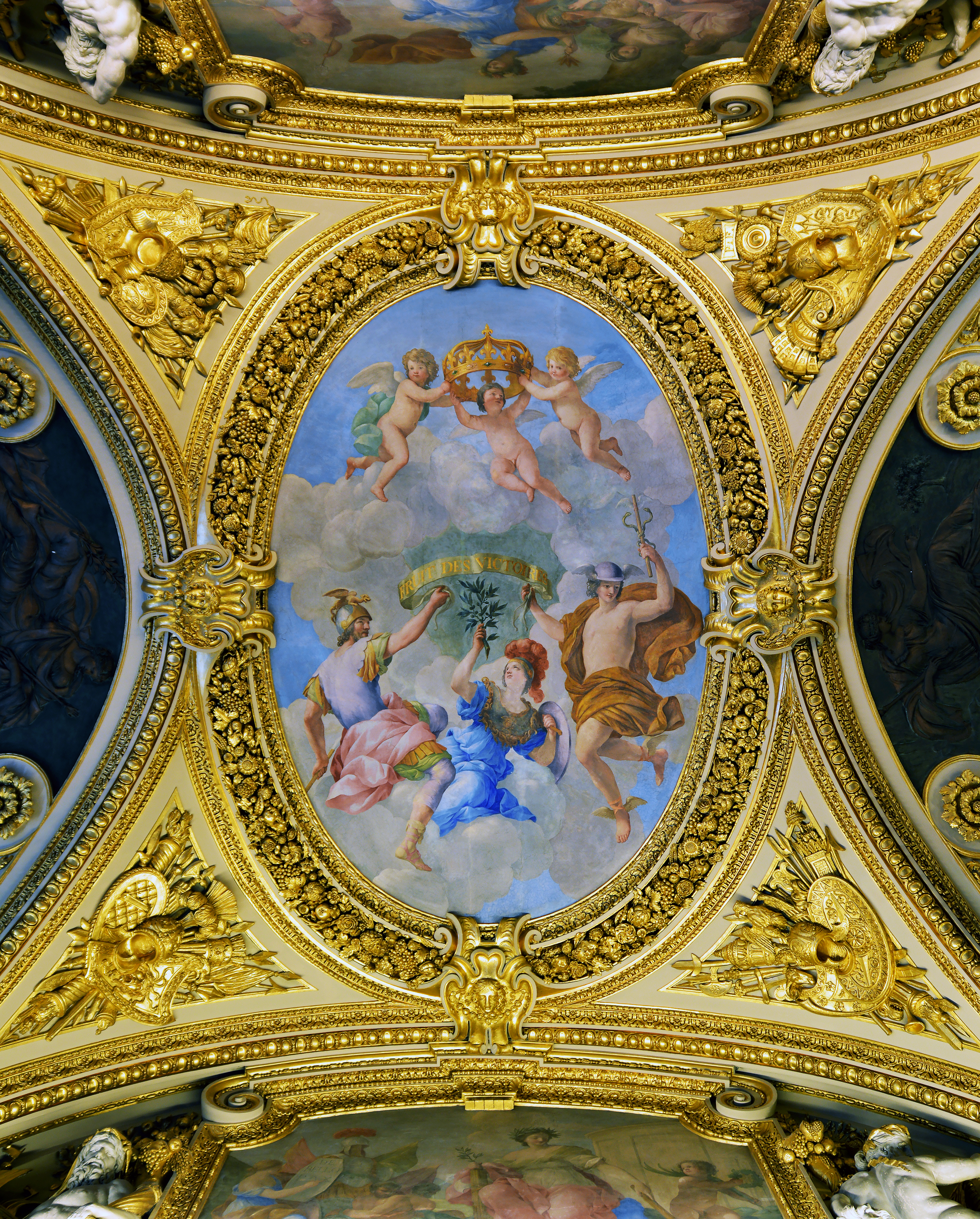
Allegoria del trattato dei Pirenei, «frutto delle vittorie», di Giovanni Francesco Romanelli, dipinto nel palazzo del Louvre

La pace dei Pirenei pose fine alla guerra fra il regno di Francia, che era proseguita dopo la pace di Westfalia, cui la Spagna non aveva aderito.
Da una parte la Francia era intervenuta militarmente in Spagna fra il 1640 ed il 1652 a sostegno dei rivoltosi catalani (il che aveva portato all'annessione alla Francia, prima della città di Perpignano e poi di tutta la regione del Rossiglione) ma dall'altra la Spagna aveva sostenuto la rivolta della Fronda. La mancata adesione della Spagna al trattato di Vestfalia adombrava il prosieguo della guerra ad oltranza, tanto che gli spagnoli avevano occupato il porto di Dunkerque nelle Fiandre francesi, ma il Cardinale Mazzarino si alleò con l'Inghilterra, promettendole, in caso di vittoria, Dunkerque e la Giamaica e l'esercito francese, al comando del maresciallo di Francia Henri de La Tour d'Auvergne, visconte di Turenne, inflisse una sonora sconfitta agli spagnoli, guidati dal Gran Condé, nella battaglia delle Dune, presso Dunkerque (14 giugno 1658).
Questo indusse Filippo IV ad accettare le trattative di pace, che si svolsero su un isolotto del fiume Bidasoa, al confine fra i due stati, fra le cittadine di Irun ed Hendaye, chiamata isola dei Fagiani.

## Le clausole del trattato e le conseguenze
La Spagna dovette cedere alla Francia parte delle Fiandre, dell'Artois, dell'Hainaut e del Lussemburgo, oltre ad accettare la definitiva acquisizione da parte francese della Catalogna del Nord (ad eccezione della città di Llívia), che includeva la città di Perpignano, e l'intera regione del Rossiglione (la prima già occupata dai francesi nel 1640 e la seconda nel 1652). La catena montuosa dei Pirenei divenne così la nuova frontiera che separava la Spagna dalla Francia. Inoltre l'isola dei Fagiani diventava un condominio franco-spagnolo.
In aggiunta, veniva stabilito un matrimonio che avrebbe dovuto consolidare l'unione fra le due corone: la figlia del re di Spagna Filippo IV, Maria Teresa (1638 –1683), fu promessa in sposa a Luigi XIV.
Tuttavia ciò comportava la rinuncia al trono di Spagna da parte di Maria Teresa, rinuncia che Maria Teresa fece in cambio della corresponsione di una dote particolarmente elevata da parte del regno di Spagna, di 500000 scudi d'oro.
Dopo l'estinzione del ramo spagnolo della dinastia degli Asburgo a causa della morte senza successori di Carlo II, i Borbone rivendicarono per la loro casata nel 1700, sulla base del trattato dei Pirenei, il diritto al trono di Spagna, che sarebbe dovuto andare al nipote di Luigi XIV, Filippo d'Angiò. L'ascesa al trono di quest'ultimo, con il nome di Filippo V, diede origine alla guerra di successione spagnola.
Il Trattato dei Pirenei del 1659 segnò la fine dell'egemonia spagnola in Europa e l'inizio di quella francese, consolidando il confine naturale tra Spagna e Francia.

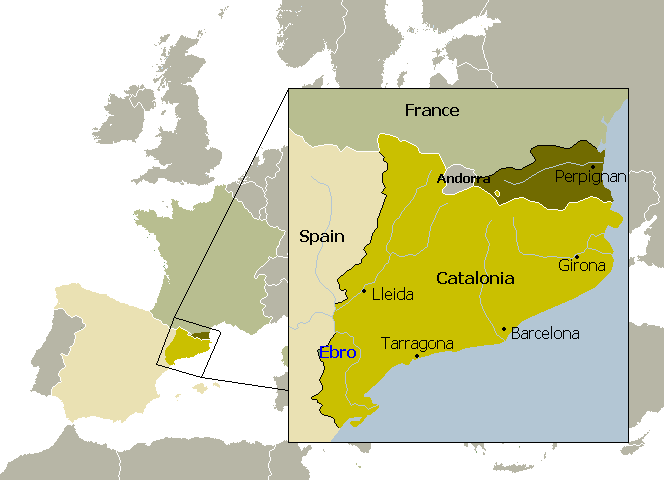
Spartizione della Catalogna a seguito della pace dei Pirenei.
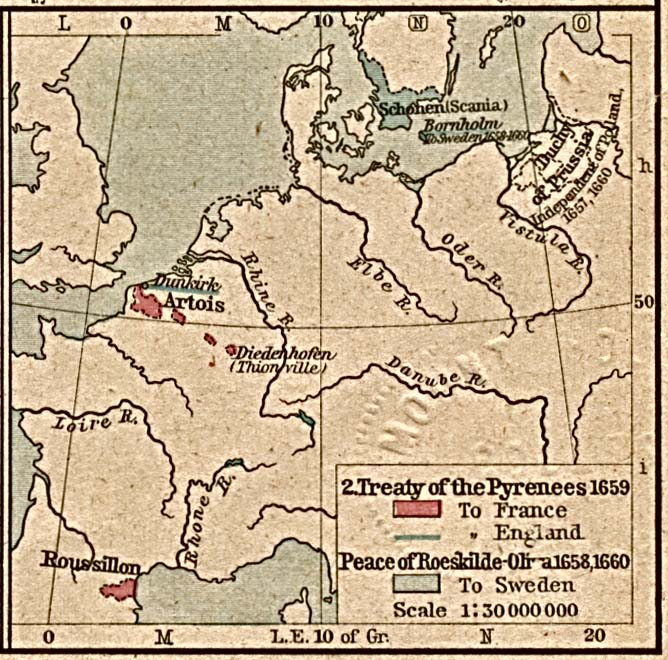
Le modifiche territoriali a favore della Francia a seguito del trattato.
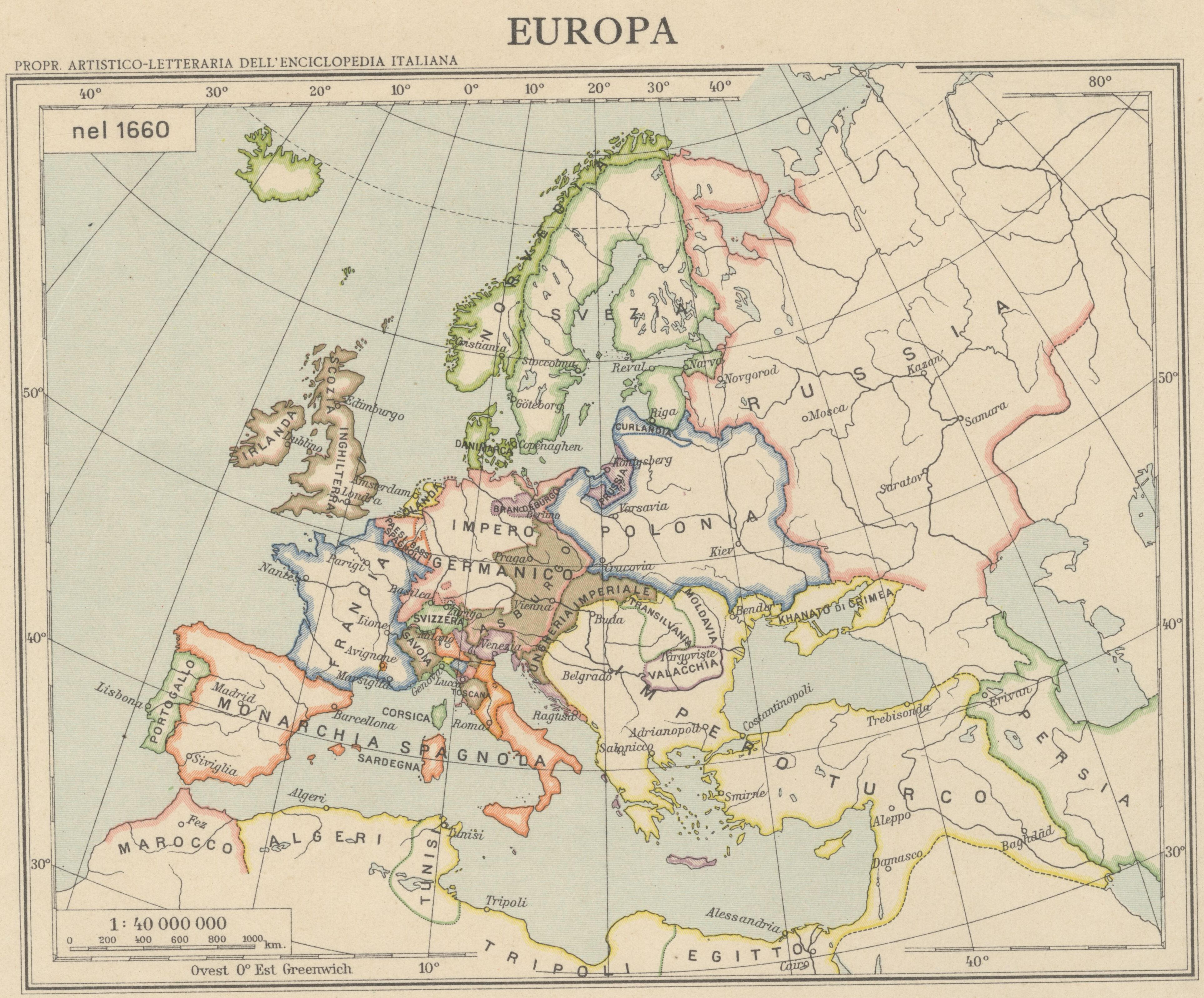
Mappa dell'Europa nel 1660.